# Kisköre vasútállomás
Kisköre vasútállomás egy Heves vármegyei vasútállomás Kisköre településen, a MÁV üzemeltetésében. A kisváros központjának közelében, a belterület nyugati részén helyezkedik el, közúti elérését a 3209-es útból kiágazó 32 312-es számú mellékút teszi lehetővé.

## Vasútvonalak
Az állomást az alábbi vasútvonalak érintik:
- Kál-Kápolna–Kisújszállás-vasútvonal

## Kapcsolódó állomások
A vasútállomáshoz az alábbi állomások vannak a legközelebb:
- Tarnaszentmiklós vasútállomás (Kál-Kápolna–Kisújszállás-vasútvonal)
- Kisköre-Tiszahíd megállóhely (Kál-Kápolna–Kisújszállás-vasútvonal)

## Forgalom
| Járat        | Útvonal | Gyakoriság   |
| ------------ | --- | ------------ |
| személyvonat | Kál-Kápolna – Erdőtelek – Heves – Hevesvezekény – Tarnaszentmiklós – Kisköre – Kisköre-Tiszahíd – Abádszalók – Kunhegyes (– Előhát) – Kenderes – Kisújszállás | 2-5 óránként |
| személyvonat | Kál-Kápolna – Erdőtelek – Heves – Hevesvezekény – Tarnaszentmiklós – Kisköre                                                                                  | Napi 1 pár   |